# Xyris spathacea
Xyris spathacea là một loài thực vật hạt kín trong họ Hoàng đầu. Loài này được Lanj. miêu tả khoa học đầu tiên năm 1937.